# Realtà aumentata (Mistaman)
Realtà Aumentata è il sesto album in studio del rapper italiano Mistaman, pubblicato per l'etichetta discografica Unlimited Struggle il 4 novembre 2016.

## Tracce
1. Apocalypse Yao – 5:11
2. Non C'è Domani – 3:34
3. Hiphopcrisia – 4:28
4. Se Non Ti Piaccio – 3:34
5. In Fuoco – 3:23
6. Operazione Nostalgia – 3:56
7. Mista McFly – 2:48
8. Indelebile – 3:17
9. Noi – 3:40
10. Realtà Aumentata – 2:49
11. Basta – 3:21
12. Lost In Traslation – 2:57
13. M.I.S.T.A. 2.0 – 1:53

## Formazione
Musicisti
- Mistaman – rapping, voce

Produzione
- Big Joe – produzione (tracce 1, 3, 4, 6, 8, 10, 11 e 12)
- DJ Shocca – produzione (traccia 5) – scratch (tracce 7, 8 e 11)
- Gheesa – produzione (tracce 2 e 9)
- Marco Polo – produzione (traccia 7)
- Fid Mella – produzione (traccia 13)